# Smalininkai
Smalininkai è una città della Lituania, situata nella contea di Tauragė.